# Sakhaïta
La sakhaïta és un mineral de la classe dels borats. Rep el seu nom de la regió de Sakhà, a Rússia, on va ser descoberta.

## Característiques
La sakhaïta és un borat i la seva fórmula química va ser redefinida l'any 2021, i actualitzada l'any 2025 a Ca₄₈Mg₁₆(BO₃)₃₂(CO₃)₁₆(H₂O,HCl)₂, degut a que a partir del mes de juliol va canviar la manera en que es mostren les molècules d'aigua a les fórmules depenent si els oxígens pertanyen a algun poliedre de coordinació o no. Va ser aprovada com a espècie vàlida per l'Associació Mineralògica Internacional l'any 1965. Cristal·litza en el sistema isomètric. La seva duresa a l'escala de Mohs és 5. Estructuralment és un mineral relacionat amb la harkerita.
Segons la classificació de Nickel-Strunz, la sakhaïta pertany a «06.AB: borats amb anions addicionals; 1(D) + OH, etc.» juntament amb els següents minerals: hambergita, berborita, jeremejevita, warwickita, yuanfuliïta, karlita, azoproïta, bonaccordita, fredrikssonita, ludwigita, vonsenita, pinakiolita, blatterita, chestermanita, ortopinakiolita, takeuchiïta, hulsita, magnesiohulsita, aluminomagnesiohulsita, fluoborita, hidroxilborita, shabynita, wightmanita, gaudefroyita, harkerita, pertsevita-(F), pertsevita-(OH), jacquesdietrichita i painita.

## Formació i jaciments
Va ser descoberta al dipòsit de bor de Titovskoe, a la serralada Tas-Khayakhtakh, a la regió de Sakhà, a Rússia. També a Rússia ha estat trobada a la mina de ferro de Korshunovskoye i al dipòsit de bor de Solongo. També ha estat descrita a la mina Hol Kol, a Suan-gun (Corea del Nord), a la mina Kombat, a la regió d'Otjozondjupa (Namíbia) i al jaciment d'estany de Dayishan, al comtat de Changning (Hunan, Xina).